# Bernadette Ash
Bernadette Ash (nascida em 1934) é uma pintora britânica.

## Biografia
Ash trabalhou em tempo integral como radiógrafa profissional até 1973, quando decidiu tornar-se numa artista e matriculou-se num curso básico de um ano na Byam Shaw School of Art. Ao deixar o Byam Shaw, Ash estudou na Escola de Artes e Ofícios de Camberwell até 1977. Ash vive dentro dos limites do Parque Nacional Exmoor e o campo britânico é o tema principal das suas pinturas. Em 1982 fez uma exposição individual na Woodlands Art Gallery e também exibiu trabalhos no New English Art Club, na Royal West of England Academy e na Royal Academy.